# 3 avril 1921
Le dimanche 3 avril 1921 est le 93e jour de l'année 1921.

## Naissances
- Dario Moreno (mort le 1 décembre 1968), chanteur turc
- Jan Sterling (morte le 26 mars 2004), actrice américaine
- Jean Jabely (mort le 14 mars 2013), réalisateur français
- Marie-Claire Mendès France (morte le 28 juin 2004), journaliste française
- Pati Hill (morte le 19 septembre 2014), artiste et écrivaine américaine
- Praline (morte le 24 juin 1952), actrice et mannequin française
- Takeo Matsubara (mort le 15 décembre 2014), physicien japonais

## Décès
- Raoul de Fréchencourt (né le 2 juin 1863), journaliste et militant royaliste français

## Événements
- Milan-San Remo 1921